# زیردریایی یو-۲۶۲
زیردریایی یو-۲۶۲ (به انگلیسی: German submarine U-262) یک زیردریایی بود که طول آن ۶۷٫۱ متر (۲۲۰ فوت ۲ اینچ) بود. این زیردریایی در سال ۱۹۴۲ ساخته شد.